# Басанец, Лука Герасимович
Лука Герасимович Басанец (1898 или 1 октября 1898, Черниговская губерния или Кукшин, Черниговская губерния — 30 июля 1962, Одесса) — советский военачальник, гвардии генерал-майор (05.05.1945).

## Биография
Лука Басанец родился 1 октября 1898 года в крестьянской семье в селе Кукшин Мринской волости (укр. Мринська волость) Нежинского уезда Черниговской губернии, ныне село — административный центр Кукшанского сельского совета (укр. Кукшинська сільська рада) Нежинского района Черниговской области Украины.  Украинец.
В 1912 году окончил земскую сельскую школу.

### Военная служба

#### Первая мировая война и революция
В феврале 1917 года был мобилизован на военную службу в Русскую императорскую армии и направлен в 139-й запасной пехотный полк в город Шадринск Пермской губернии. В июле с маршевой ротой убыл на фронт. По дороге заболел и лечился в госпитале в Киеве. В период Октябрьской революции с рабочими Киевского завода «Арсенал» принимал участие в разоружении юнкеров, затем в январском восстании 1918 года против Центральной Рады.

#### Гражданская и Советско-польская война
В  первой половине 1918 года проживал на территории, оккупированной германскими войсками. С июля находился в Нежинском партизанском отряде, в составе которого командиром группы участвовал в вооруженном восстании. После разгрома восставших отряд был распущен, а  Басанец убыл в Россию, где в августе вступил в 4-й Нежинский полк 1-й Украинской повстанческой дивизии. Участвовал с ним в боях в районах Бахмач, Нежин, Киев, Коростень. С ноября 1919 года Басанец зачислен курсантом дивизионной школы.
В 1919 году, будучи курсантом школы средних командиров 1-й Украинской повстанческой дивизии вступил в Коммунистическую партию (это может быть КП(б) Украины или РКП(б)).
В январе 1920 года был командирован на 1-е Московские пехотные курсы. В июле 1920 года окончил их и назначен в 211-й стрелковый полк 71-й бригады 24-й Симбирской железной стрелковой дивизии. Командиром взвода и роты этого полка участвовал в боях с белополяками на Западном фронте, в борьбе с бандитизмом на Украине.

#### Межвоенные годы
С августа 1921 года по август 1923 года проходил обучение в Киевской высшей объединенной военной школе, затем вернулся в дивизию и служил командиром взвода, помощником командира и командиром роты, врид командира батальона в составе 71-го стрелкового полка.
С декабря 1928 по сентябрь 1929 года находился на учебе на курсах «Выстрел». После завершения обучения вернулся в дивизию и проходил службу в 72-м стрелковом полку командиром батальона и ответственным секретарем партбюро. 4 марта 1932 года назначен начальником 1-го отдела Управления начальника работ № 54 (УНР-54), а через месяц командирован на учебу в Военную академию РККА им. М. В. Фрунзе. По её окончании с мая 1936 года состоял в распоряжении Разведывательного управления Красной армии.
С июня 1937 года по апрель 1938 года находился в правительственной командировке в Испании в должности советника при командире дивизии, затем корпуса. Постановлением ЦИК от 2 ноября 1937 года Басанец был награжден орденом Красного Знамени.
В апреле 1938 года назначен командиром 51-й Перекопской стрелковой дивизии в городе Тирасполе. В мае 1939 года полковник Басанец принял командование 140-й стрелковой дивизией Киевского Особого военного округа, формировавшейся в городе Бердичеве. Участвовал с ней в походах Рабоче-крестьянской Красной Армии в Западную Украину и Бессарабию.

#### Великая Отечественная война
С началом войны 140-я стрелковая дивизия входила в состав 6-й армии Юго-Западного фронта и участвовала в приграничном сражении северо-западнее города Львов. 24 июня 1941 года она вступила в бой в районе города Дубно и на третий день вместе с 36-м стрелковым корпусом была окружена. 7 июля штаб дивизии во главе с комдивом полковником Басанцом был отторгнут от полков и разгромлен. Часть командиров погибла, некоторые были захвачены в плен. В течение 20 суток части 140-й дивизии вели тяжёлые бои в окружении. В ходе их они «полностью уничтожили» 53-й немецкий пехотный полк. При попытке перехода линии фронта Басанец был задержан заградительным отрядом немцев и 1 ноября заключен в Конотопский лагерь военнопленных. Через 15 суток бежал, но по пути заболел воспалением легких и в течение двух месяцев лечился на окраине Конотопа у местных жителей, затем с небольшой группой своих подчиненных вышел к партизанам, воевал вместе с ними.
В январе 1943 года вышел один в полосу советских войск в районе станции Касторное Курской области, явился в Особый отдел 167-й стрелковой дивизии и был направлен в спецлагерь НКВД № 178 в город Рязань, где проходил проверку до 10 апреля 1943 года, затем был зачислен в распоряжение ГУК НКО.
5 мая 1943 года  полковник  Басанец был назначен заместителем командира 380-й стрелковой дивизии. В составе 3-й армии Брянского фронта участвовал с ней в Курской битве, Орловской наступательной операции. 28 июля переведён на ту же должность в 235-ю стрелковую дивизию. С 28 августа по 24 октября временно командовал этой дивизией. До 22 сентября она находилась на доукомплектовании в районе городе Щекино Тульской области, затем убыла на Калининский фронт в район ст. Кресты Витебской области, где вошла в 83-й стрелковый корпус 4-й ударной армии. 6 октября дивизия прорвала оборону противника в 75 км северо-восточнее Витебска и развивала наступление в юго-западном направлении. В его ходе было освобождено 27 населенных пунктов. 17 октября ее части перешли к обороне. 24 октября 1943 года полковник Басанец был отстранен от командования и назначен затем заместителем командира 158-й стрелковой Лиозненской дивизии 39-й армии, находившейся в обороне на подступах к Витебску.
С 25 мая 1944 года переведен заместителем командира 84-го стрелкового корпуса 39-й армии 3-го Белорусского фронта. Участвовал с ним в Белорусской, Витебско-Оршанской и Каунасской наступательных операциях. В сентябре — октябре 1944 года находился в госпитале по ранению.
22 октября 1944 года был назначен командиром 192-й стрелковой Оршанской Краснознаменной дивизии и до конца войны воевал с ней в 39-й армии на 3-м Белорусском фронте, с февраля 1945 года — в Земландской группе войск. Участвовал в Гумбинненской, Восточно-Прусской, Инстербургско-Кенигсбергской, Кенигсбергской и Земландской наступательных операциях.
В наградных документах 1943—1944 годов указан как беспартийный, а в «Наградном листе» от 23 января 1945 года указано, что он член ВКП(б) с 1944 года.
5 мая 1945 года ему было присвоено воинское звание генерал-майор.

#### Советско-японская война
В конце мая 1945 года 192-я стрелковая дивизия убыла в Монголию в город Чойбалсан, где вошла в состав Забайкальского фронта. В ходе Хингано-Мукденской наступательной операции с 8 августа она перешла в наступление, преодолела Большой Хинган и к 18 августа сосредоточилась в районе города Ванъемяо, где до конца сентября находилась в резерве фронта. Приказом ВГК от 20 сентября 1945 года за отличие в боях против японских войск при прорыве Маньчжуро-Чжалайнорского и Халун-Аршанского укрепленных районов, форсировании горного хребта Большой Хинган ей было присвоено наименование «Хинганская».
За время двух войн комдив Басанец был три раза персонально упомянут в благодарственных в приказах Верховного Главнокомандующего.

#### Послевоенное время
В ноябре 1945 года дивизия была расформирована, а генерал-майор Басанец зачислен в распоряжение Военного совета Заб.-АмурВО. В марте 1946 года назначен командиром 39-й стрелковой Тихоокеанской Краснознаменной дивизии.
С мая 1949 года по май 1950 года проходил подготовку на ВАК при Высшей военной академии им. К. Е. Ворошилова, затем был назначен заместителем командира 24-го гвардейского стрелкового корпуса Одесского военного округа. 19 января 1956 года гвардии генерал-майор Басанец уволен в запас. Жил в городе Одессе.
Лука Герасимович Басанец умер 30 июля 1962 года в городе Одессе Одесской области Украинской ССР, ныне Украина. Похоронен на 2-м Христианском кладбище города Одессы.

## Награды
СССР
- Орден Ленина, 30 апреля 1945 года[5][6]
- Орден Красного Знамени, пять раз: 2 ноября 1937 года[1], 12 августа 1943 года[7], 2 июля 1944 года[8], 21 февраля 1945 года[6][9], 6 ноября 1947 года[6]
- Орден Кутузова II степени, 2 января 1945 года[10][11][12][13]
- медали в том числе:
  - Юбилейная медаль «XX лет Рабоче-Крестьянской Красной Армии», 1938 год[10]
  - Медаль «За победу над Германией в Великой Отечественной войне 1941—1945 гг.», 1945 год
  - Медаль «За победу над Японией», 1945 год
  - Медаль «За взятие Кёнигсберга», 1945 год

Приказы (благодарности) Верховного Главнокомандующего в которых отмечен Л. Г. Басанец.
- За прорыв долговременной, глубоко эшелонированной обороны немцев, прикрывавшей границы Восточной Пруссии, вторжение в пределы Восточной Пруссии и овладение мощными опорными пунктами обороны противника — Ширвиндт, Наумиестис (Владиславов), Виллюнен, Вирбалис (Вержболово), Кибартай (Кибарты), Эйдткунен, Шталлупёнен, Миллюнен, Вальтеркемен, Пиллюпёнен, Виштынец, Мелькемен, Роминтен, Гросс Роминтен, Вижайны, Шитткемен, Пшеросьль, Гольдап, Филипув, Сувалки. 23 октября 1944 года. № 203.
- За овладение штурмом городами Восточной Пруссии Тильзит, Гросс-Скайсгиррен, Ауловёнен, Жиллен и Каукемен — важными узлами коммуникаций и сильными опорными пунктами обороны немцев на кёнигсбергском направлении. 20 января 1945 года. № 235.
- За прорыв Халун-Аршанского укреплённого района, форсировании горного хребта Большой Хинган, преодоление безводных степей Монголии, овладении городами Чанчунь, Мукден, Порт-Артур. № 372 от 23 августа 1945 года.

Других государств
- медаль «За освобождение Кореи» (Корейская Народно-Демократическая Республика)